# Kalikajar Kulon
Kalikajar Kulon is een bestuurslaag in het regentschap Probolinggo van de provincie Oost-Java, Indonesië. Kalikajar Kulon telt 2999 inwoners (volkstelling 2010).